# Hua’er
Hua'er is een muzikale traditie en wordt uitgeoefend door negen verschillende etnische groeperingen in Gansu, Qinghai en andere gebieden in Noordwest-China.
De teksten worden geïmproviseerd, maar er zijn wel enkele regels. Zo bestaan de versen uit drie, vier, vijf of zes regels van elk zeven lettergrepen. De lieden gaan over liefde, het harde werk op het platteland of het genot van zingen. Ook gaan teksten in op recente gebeurtenissen in het land.
Sinds 2009 staat Hua'er vermeld op de Lijst van Meesterwerken van het Orale en Immateriële Erfgoed van de Mensheid.